# Arthur - skakad, inte rörd
Arthur - skakad, inte rörd (originaltitel: Arthur 2: On the Rocks) är en amerikansk långfilm från år 1988 som regisserades av Bud Yorkin. Filmen är uppföljare till En brud för mycket från 1981.
Arthur - skakad, inte rörd hade amerikansk biopremiär 8 juli 1988.

## Handling
Miljonären Arthur Bach har gift sig med sin stora kärlek, servitrisen Linda Marolla. Arthur förlorar alla sina pengar, samtidigt som hans fru vill skaffa barn.

## Om filmen
Filmen är tillägnad Steve Gordon, som skrev och regisserade En brud för mycket. Gordon dog år 1982.
Det här var den sista bio-filmen som Geraldine Fitzgerald medverkade i.
Betjänten Hobson, spelad av John Gielgud, dog i den första filmen. I den här filmen får man se Gielgud spela Hobsons spöke.

## Rollista i urval
- Dudley Moore - Arthur Bach
- Liza Minnelli - Linda Marolla Bach
- John Gielgud - Hobson
- Geraldine Fitzgerald - Martha Bach
- Stephen Elliott - Burt Johnson
- Cynthia Sikes - Susan Johnson
- Kathy Bates - Mrs. Canby
- Barney Martin - Ralph Marolla
- Thomas Barbour - Stanford Bach
- Paul Benedict - Fairchild